# Scherffeliomyces parasitans
Scherffeliomyces parasitans är en svampart som först beskrevs av Frederick K. Sparrow, och fick sitt nu gällande namn av Frederick K. Sparrow 1936. Scherffeliomyces parasitans ingår i släktet Scherffeliomyces och familjen Chytridiaceae.   Inga underarter finns listade i Catalogue of Life.